# SVT2
«СВТ2» («SVT2») — 2-я программа Телевидения Швеции.

## История
Передачи ведутся с 1969 года. До 1996 года называлась TV2.